# Сан Франциско
Сан Франциско (енгл. San Francisco), званично Град и округ Сан Франциско (енгл. City and County of San Francisco), финансијски, културни и транспортни је центар северне Калифорније и једино је насеље у Калифорнији које је истовремено град и округ. Сан Франциско обухвата површину од 121 km² на северном крају истоименог полуострва. Густина насењености је 7.022 особа по km² што га чини најгушће насељеним већим градом (са бројем становника који прелази 200.000) у савезној држави, те другим најгушће насељеним граду у целој држави одмах након Њујорка. Сан Франциско је 4. град по броју становника у Калифорнији, одмах након Лос Анђелеса, Сан Дијега и Сан Хозеа те је 14. у целој држави са процењеним бројем од 852.469 становника, према подацима из 2014. године. Градско и околно подручје су познати као Заливска област Сан Франциска и као део комбиновне статистичке површине градова Сан Хозе, Сан Франциско и Оукланда, заједно броје процењених 8,6 милиона становника.
Сан Франциско (шпански назив за Светог Фрању) основан је 29. јуна 1776. године кад су шпански колонисти саградили тврђаву на Голден Гејту и именовали је по Фрањи Асишком. Након проналаска резерви злата 1848. године, те сребра 1859. године, дожиљава период убрзаног ширења и постаје највећи град на западној обали тог времена. Град је 1856. године уједно постао и округ због раста становништва. Након што је у потпуности био уништен у земљотресу и пожару 1906. године, веома брзо је обновљен, те је 9 година касније већ био домаћин Међународне изложбе „Панама Пацифик”. Током Другог светског рата је служио као лука за укрцаванје војника и осталих службеника коју су упућивани на пацифичко ратиште. Град је утемењен као центар либералног активизма САД низом догађаја, попут повратка војних лица, масовне имиграције, раста хипијевске противкултуре, сексуалне револуције и пораста броја мировних покрета због америчке умешаности у Вијетнамски рат, као и због осталих дешавања која су довела до „Лета љубави” и покрета за права ЛГБТ особа.
Сан Франциско је популарно туристичко одредиште, познато по свежим летима, магли, стрмим брежуљцима, мешавини архитектонских стилова и популарним атракцијама попут моста „Голден гејт”, жичара, острва Алактраза и Кинеске четврти. Такође је и седиште следећих технолошких компанија: Геп, Јелп, Pinterest, Твитер, Убер, Мозила, Крегзлист и многих других.

## Историја
Шпанско царство (1776—1821)
 Прво мексичко царство (1821—1823)
 Мексико (1823—1848)
 Република Калифорнија (1846)
 САД (1848—данас)

На основу археолошких трагова утврђено је да су људи подручје данашњег Сан Франциска настанили око 3000. године п. н. е. Група Јеламу народа Охлоне настањивала је неколико мањих села у време доласка шпанских колониста. Гаспар де Портола је предводио експедицију која је 2. новембра 1769. дошла у ово подручје. Шпанци су 28. марта 1776. подигли војну базу Пресидио, да би нешто касније Хуан Батиста де Анза основао мисију Св. Фрање Асишкоg (познату под именом Долорес).
Након стицања независности од Шпаније 1821. године, подручје је постало део Мексика. Под мексичком владавином систем мисија постепено је укинут и земљишта су приватизована. Енглез Вилијам А. Ричардсон je 1835. формирао прво независно имање близу сидришта на данашњем подручју трга Портсмут. Заједно с алкалдеом Франсиском де Харом осмислио је улични план за проширено насеље и град под именом Јерба Буена, што је почело да привлачи америчке досељенике. Комодор Џон Д. Слоут припојио је Калифорнију Сједињеним Државама 7. јула 1846, током Америчко-мексички рат а капетан Џон Б. Монтгомери је Јерба Буену припојио САД. Јерба Буена преименована је у Сан Франциско 30. јануара наредне године, те је на крају рата Мексико службено уступио територију САД. Упркос свом привлачном положају, као лука и поморска база, Сан Франциско је и даље био слабо настањено место.
Калифорнијска златна грозница са собом је довела мноштво трагача за благом. Трагачи за златом, заједно са својим хлебом од киселог теста, гомилали су се у Сан Франциску на рачун града Бениције, подигавши број становника са 1.000 на 25.000 до децембра 1849. Жеља за незамисливим богатством била је толико велика да су посаде одмах при искрцавању напуштале бродове и јуриле према златним пољима, оставивши гомилу јарбола у луци Сан Франциска. Калифорнија је врло брзо постала савезна држава САД те је војска саградила Форт Појнт близу мореуза Голден Гејт и тврђаву на острву Алкатраз, како би осигурала залив Сан Франциска. Откриће сребра, укључујући Комстокове жиле сребра 1859. године, такође је знатно допринело порасту броја становништва. Пошто су гомиле људи долазиле како би се обогатиле, непоштовање закона било је често и део града Барбари Коуст постао је познат као уточиште криминалаца и средиште проституције и коцкања.
Предузетници су хтели да искористе богатство стечено током Златне грознице. Први успеси остварени су у банкарству оснивањем компанија Велс Фарго 1852. и Калифорнијске банке 1864. године. Развој луке Сан Франциска и омогућавање приступа железничком систему у источном делу САД 1869. преко нове Пацифичке железнице (град је нерадо пружио помоћ за изградњу ове железнице) омогућили су Заливској области Сан Франциска да постане центар трговине. Леви Штраус започео је посао с текстилном робом, а Доминго Ђирардели почео је производњу чоколаде, како би удовољили потребама нових становника. Имиграција је допринела вишејезичности града, а кинески радници су на железници направили Кинеску четврт. Већ 1870. Азијци су сачињавали 8% становништва. До 1890. број становника Сан Франциска попео се на 300.000 па је тако постао осми град по величини у САД. Сан Франциско је већ око 1901. био велики град познат по свом китњастом стилу, скупим хотелима, разметљивим вилама на Ноб Хилу и успешној уметничкој сцени. Прва северноамеричка епидемија куге погодила је Сан Франциско 1900. и трајала је све до 1904.
Велики земљотрес погодио је Сан Франциско и северну Калифорнију 18. априла 1906. у 5.12. Како су се зграде рушиле, оштећени гасоводни систем изазвао је пожар, који се брзо проширио градом и горео ван контроле неколико дана. Будући да водоводна мрежа није била у функцији, артиљеријски корпус Пресидио, покушао је да сузбије пожар користећи динамит да би срушио блокове зграда и тиме направио противпожарне преградне зидове. Више од три четвртине града лежало је у рушевинама, укључујући скоро цели центар града. Тадашњи извештаји пријавили су да је 498 људи изгубило животе, док савремене процене дижу овај број на неколико хиљада. Више од 400.000 становника остало је без домова. Избеглице су се привремено населиле у камп насеља у парку Голден Гејт у Пресидију, на плажама и другим местима. Мноштво становника трајно се преселило у Ист Беј.
Обнова је била брза и извођена је у великим размерима. Одбивши предлог за потпуну реконструкцију уличне мреже (онаква каква је била), грађани Сан Франциска фокусирали су се на брзину. Ђијанинијева Банка Италије, која ће касније постати Банка Америке, давала је кредите великом броју људи који нису имали средстава за живот. Утицајна асоцијација за планирање и урбанистичко истраживање (још се називала СПУР) основана је 1910. године како би се бавила квалитетом удомљавања након земљотреса. Земљотрес је убрзао развој западних насеља која су преживела пожар, укључујући Пасифик Хајтс, где је већина богаташа поново изградила своје куће. Уништене виле у Ноб Хилу постале су хотели. Градска већница поново је изграђена у стилу сецесије и град је прославио свој препород на Међународној изложби „Панама-Пасифик” 1915.
Током овог периода, изграђен је већи део градске инфраструктуре. У септембру 1912. градоначелник Џејмс Ролф ангажовао је грађевинског инжењера Мајкла О’Шонесија као главног инжењера за град како би надгледао изградњу резервоара Твин Пикс, тунелâ Стоктон Стрит и Твинпикс, општинске железнице Сан Франциска, помоћног водовода и нове канализације. О’Шонеси је од 1915. до 1927. омогућио изградњу трамвајског система Сан Франциска, чије су возне линије Ј, К, Л, М и Н активне и данас. Највећи утицај на Сан Франциско имали су О’Шонесијева брана, резервоар Хеч Хечи и аквадакт Хеч Хечи. Обилно водоснабдевање омогућило је Сан Франциску да се развије у град који је данас.
Сан Франциско је у наредних неколико година учврстио свој положај као главни финансијски град; кад је 1929. дошло до краха берзе, ниједна банка из Сан Франциска није пропала. Чак напротив, Велика депресија био је период у којем је Сан Франциско подузео два велика грађевинска пројекта. Истовремено су изграђени мостови Сан Франциско–Оукланд и „Голден Гејт”. Први је завршен 1936, а други 1937. године. Ранији војни затвор Алкатраз је постао локација савезног затвора максималне сигурности, у који су били смештени познати затвореници, попут Ал Капонеа и Роберта Френклина Страуда (који је носио надимак Алкатрашки птичар). Сан Франциско је касније прославио своју новостечену славу Међународном изложбом „Голден Гејт” 1939, те је 1940. године Острво Трежр направљено усред залива како би се на њему одржала ова изложба.
Морнаричко бродоградилиште Хантерс Поинт постало је средиште активности, а Форт Мејсон главна лука за укрцавање војника који су се упућивали на Пацифички фронт током Другог светског рата. Изненадна потреба за радницима привукла је много људи у ово подручје, поготово Афроамериканце с југа САД. Многи војници (који су се вратили са службе у иностранству) и цивили који су првобитно дошли само да раде, одлучили су остати у граду након завршетка рата. У граду је такође потписана Повеља Уједињених нација, којом су формиране Уједињене нације 1945. године, а споразумом у Сан Франциску 1951. године, службено је завршен рат с Јапаном.
Пројекти урбанистичког планирања средином 1950-их и 1960-их означили су рушење и поновну градњу четврти на западној страни града, као и нових ауто-путева, од којих је само делић изграђен пре него што је градска опозиција зауставила изградњу. Утовар и истовар терета се преместио у већу луку у Оукланду након што је прекомерно коришћења контејнера учинило пристаништа застарелим. Град је почео губити индустријске послове и пребацио је економски фокус на туризам као најважнији део градске економије. Предграђа су расла врло брзо, тако да је Сан Франциско прошао кроз велику демографску промену, јер је један број белаца напустио град, а заменили су их досељеници из Азије и Јужне Америке. Од 1950. до 1980. град је изгубио преко 10% становништва.
Сан Франциско је током овог периода постао магнет за америчку противкултуру. Писци битничке генерације подстакли су ренесансу Сан Франциска и 1950-их средиште поставили у четврти Норт Бич. Хипици су, 1960-их, похрлили у Хеј-Ашбури, с највећим бројем током Лета љубави 1967. године У „Зебра убиствима” 1974. страдало је најмање 16 људи. Град је, 1970-их, постао центар за покрете за права ЛГБТ особа те се Кастро појавио као урбано ЛГБТ село; Харви Милк изабран је у Општинско веће, али је 1978. извршен атентат на њега и градоначелника, Џорџа Москонија.
Банка Америке завршила је изградњу своје седишне зграде зграде 1969, а Пирамида Трансамерика завршена је 1972, што је покренуло талас „менхетнизације”, који је трајао до краја 1980-их – период изградње небодера у центру града. 1980-е биле су период у којем се драматично повећао број бескућника; тај проблем и данас је присутан у граду упркос неколицини покушаја да се реши. Земљотрес у Лома Приети 1989. проузроковао је уништење и људске жртве широм Заливске области. У Сан Франциску је оштетио грађевине у дистрикту Марина и Саут ов Маркету и убрзао уништење већ оштећеног ауто-пута Ембаркадеро и већег дела Централног ауто-пута, дозвољавајући граду да поново изгради Ембаркадеро као историјску лучку четврт у центру града и ревитализује четврт Хејс Вели.
У последњих 20 година десила су се два успона проузрокована интернетском индустријом. Први је био крајем 1990-их ( „дот ком успон”), током којег су новонастале независне компаније оживиле економију Сан Франциска. Велики број предузетника и програмера преселио се у град, а следили су их маркетиншки, дизајнерски и продајни стручњаци, мењајући друштвени пејзаж будући да су претходне сиромашне четврти постале све џентрификованије. Потражња за новим домовима и радним простором покренула је други успон изградње небодера и сличних грађевина, овог пута у четврти Саут ов Маркет. Број становника је закључно са 2000. годином премашио претходни рекорд из 1950. Кад је овај економски балон пукао 2001, многе компаније су затворене те су отпустиле своје запосленике. Упркос овоме, висока технологија и предузетништво и даље су једни од стубова економије Сан Франциска. Средином прве деценије 21. века почео је успон друштвених медија, тако да је Сан Франциско постао популарна локација за технолошке канцеларије и популарно место за живљење за људе који су били запослени у компанијама Силицијумске долине, као што је Гугл.

## Географија
Сан Франциско се налази на западној обали САД, на северном крају истоименог полуострва и добро је повезан с Тихим океаном и заливом Сан Франциска. Неколико сликовитих острва, попут Алкатраза, Трежра и Јерба Буене, као и малих делова Аламиде, Ред Рока и Острва анђела, део су града. Део града су и ненастањена острва Фаралон, 43 km од обале. Копнено подручје града ствара квадрат димензија 11 x 11 km иако цело подручје, укључујући водене површине, има површину од скоро 600 km².
Унутар граница града постоји више од 50 брда. Неке четврти добиле су назив по брду на којем се налазе, попут Ноб Хила, Потреро Хила и Рашн Хила. Близу географског центра града налазе се мање насељена брда. Твин Пикс, пар брда која формирају једну од највиших тачака града, представљају добро место за поглед на град. Највише брдо Сан Франциска, Маунт Дејвидсон, високо је 283 м и на њему стоји крст висине 31 м саграђен 1934. Над овим подручјем доминира Сутро, велики црвено-бели радијски и ТВ-торањ.
Оближњи раседи Сан Андреас и Хејвард одговорни су за већину земљотреса иако ниједан физички не пролази кроз град. Расед Сан Андреас проузроковао је земљотресе 1906. и 1989. Мањи земљотреси дешавају се редовно. Претња од већих земљотреса игра велику улогу у развоју градске инфраструктуре. Изграђен је резервни водоводни систем, а град је неколико пута мењао своје кодексе за градњу, захтевајући модернизацију старијих зграда и више инжењерске стандарде за новоизграђене објекте. Упркос овоме, и даље постоје хиљаде мањих зграда подложних штети у случају земљотреса. УСГС почео је издавати прогнозу за земљотресе за Калифорнију, која израђује моделе дешавања земљотреса у Калифорнији.
Обала Сан Франциска проширила се изван својих природних ограничења. Целе четврти, попут Марине, Мишн Беја, Хантерс Поинта, као и већи делови Ембарцадера налазе се на подручјима депонија. Острво Трежр изграђено је од материјала ископаног из залива и оног насталог градњом тунела кроз острво Јерба Буену током прављења моста Сан Франциско–Оукланд. Такво земљиште зна бити нестабилно током земљотреса. Резултирајућа ликвефакција тла ствара знатну штету имовини која је изграђена на овом подручју, као што се десило у дистрикту Марина током земљотреса у Лома Приети 1989. Већина природних водотока града, попут Ајланд Крика и Мишн Крика, претворена је у одводне канале, преко којих је саграђено још објеката, иако комисија за комуналије разматра предлоге за обнављање неких водотока.

### Градски пејзаж

#### Градске четврти
Историјски центар Сан Франциска је североисточни квадрант града, који окружују Маркет Стрит и рива. Овде се налази Финансијски дистрикт, у близини којег је Јунион Сквер, главно место за куповину и хотеле. Жичаре возе путнике уза стрмине до врха Ноб Хила, који је некад био центар пословних тајкуна, те их доводи до туристичких атракција на риви, Фишерменс Ворфа и Пристаништа 39, с ресторанима који послужују посебну врсту ракова који се добијају од још увек активне риболовне индустрије. У овом квадранту налазе се и Рашн Хил, стамбена четврт, у којој се налази позната кривудава улица Ломбард, затим Норт Бич (познат и као Мала Италија), и Телеграф Хил, у којем је торањ Коит. Између Рашн Хила и Норт Бича налази се Кинеска четврт, најстарије место насељено Кинезима у Северној Америци. Дистрикт Саут ов Маркет, који је некад био индустријско језгро Сан Франциска, подвргнут је знатним развојним променама након изградње стадиона Ејтинти Парк и појављивања мањих компанија. Ово подручје попуњавају нови небодери, станови, као и апартмани. Даљњи развој дешава се јужно од Мишн Беја, бивше железничке гараже, која данас граничи са другим кампусом Универзитета Калифорније.
Западно од центра града, насупрот Авенији Ван Нес, налази се велика четврт Вестерн Адишн, у којој се након Другог светског рата доселио велики број Афроамериканаца. Вестерн Адишн се обично дели на неколико мањих четврти, укључујући Хејс Вели, Филмор и Јапанска четврт, која је пре била највеће насеље Јапанаца у Северној Америци, али је изгубила ту титулу након што је доста Јапанаца насилно исељено током Другог светског рата. Вестерн Адишн преживео је земљотрес 1906. с већином викторијанских грађевина потпуно читавих, укључујући познате „Обојене даме”, које се налазе у Аламо Скверу. Јужно, у близини географског центра града, налази се дистрикт Хај-Ашбури, који је познат по хипијевској култури 1960-их. У њему су данас неки од најскупљих бутика и неколико контроверзних малопродајних ланаца иако и даље задржава свој боемски карактер. Северно од Вестерн Адишна налази се Пасифик Хајтс, богата четврт с вилама које су саградили богаташи након земљотреса 1906. Директно северно од Пасифик Хајтса налази се Марина, четврт популарна међу младим професионалцима, која је већином изграђена на земљи „отетој” од залива.
У југоисточном квадранту града налази се Дистрикт Мишн, који су у 19. веку населили Калифорнијци и досељеници из Немачке, Ирске, Италије и скандинавских земаља који су припадали радничкој класи. Талас средњоамеричког становништва населио се у Мишину током 1910-их, а досељеници из Мексика постали су најдоминантнији током 1950-их. Последњих година Џентрификација је променила демографију делова Мишина с Латионамериканаца на 20-годишње професионалце. Ној Вели југозападно и Бернал Хајтс јужно постају све популарнији за младе породице са децом. Источно од Мишина налази се Потреро Хил, првентствено стамбена четврт која садржи једне од најбољих погледа на центар Сан Франциска. Западно од Мишина налази се подручје историјски познато као Јурика Вели, сада популарно звано Кастро, које је једном било подручје на Скандинавце и Ирце из радничке класе. Постало је прва и најпознатија геј-четврт и сад је центар геј-живота у граду. Дистрикт Екселсиор, који се налази близу јужне границе града, етнички је најразноврсније насеље у Сан Франциску. Насељено већином Афроамериканцима, Бејвју-Хантерс Поинт, у крајњем југоисточном углу града, једно је од најсиромашнијих четврти и има високу стопу криминала иако је било фокус неколико пројеката оживљавања и урбанистичког реновирања.
Изградња тунела Твин Пикс 1918. године повезала је југозападне четврти с центром града трамвајем, убрзавајући изградњу Вест Портала и оближњег Форест Хила и Сејнт Френсис Вуда. Идући даље ка западу, северно од парка Голден Гејт и протежући се све до Тихог океана, налази се Сансет, велика четрвт у којој већину становништва чине Азијати из радничке класе. У северозападном квадранту града налази се Ричмонд, такође већином насељен људима из средње класе, али има и нешто Азијата и руских и украјинских усељеника. Ова подручја заједно се називају „Авеније”. Оба дистрикта понекад се могу поделити у два региона: Спољни Ричмонд и Спољни Сансет могу се односити на западне делове оба дистрикта док се Унутрашњи Ричмонд и Унутрашњи Сансет односе на источне делове ових дистрикта.

### Клима
Популарни цитат, који се погрешно приписује Марку Твејну, гласи: „Најхладнија зима коју сам икад искусио била је лето у Сан Франциску”. Сан Франциско је карактеристичан по медитеранској клими са свежим летима, која влада дуж обале Калифорније и која „уопштено има влажне, благе зиме и суха лета”. Будући да је окружен водом с три стране, Калифорнијска струја знатно утиче на време у Сан Франциску и промене температуре, узрокујући изразито благу климу целе године с мало варијација у температури по годишњим добима.
Међу већим градовима у САД Сан Франциско има најхладније просечне дневне, минималне и максималне температуре за јун, јул и август. Током лета прегрејани ваздух диже се у долинама у унутрашњости Калифорније и ствара подручје ниског притиска, које привлачи ветрове из Севернопацифичког антициклона кроз Голден Гејт, што ствара хладне ветрове и маглу, по којима је град познат. Магла има властити рачун на Твитеру, који прати знатан број људи. Мање се појављује у источним четвртима и током позног лета и ране јесени будући да су то најтоплија раздобља године.
Због оштре топографије и утицаја мора Сан Франциско има мноштво микроклима. Велика брда у географском центру града одговорна су за 20-постотну варијацију у годишњим падавинама између различитих делова града. Такође штите четврти које су непосредно на истоку у односу на њих (као што је Ној Вели) од магловитих, понекад веома хладних и ветровитих услова који се могу доживети у Сансету; Сан Франциско је сунчанији за оне који живе на источној страни града, с просеком од 260 ведрих и само 105 облачних дана годишње.
Температуре достигну или пређу 27 °C само 21 или 23 дана годишње (просечно) у центру града и на Међународном аеродрому у Сан Франциску (познат по скраћеници СФО). Сушно раздобље од маја до октобра може бити благо и топло с просечном дневном температуром од 17,1 °C у септембру. Кишовито раздобље од новембра до априла мало је хладније, с најнижом просечном температуром од 10,7 °C у јануару. У години буду просечно 73 кишна дана, а просечна годишња количина падавина износи 601 мм. Варирање количине падавина од године до године високо је; у 2013, која је у Калифорнији била изузетно сушна, у центру Сан Франциска пало је свега 142 мм, што је најмање од 1849, откад се воде подаци. Снег је ретка појава у граду; пао је само 10 пута од 1852, последњи пут 1976, кад је пало 130 мм на Твин Пикс.
Највиша измерена температура износила је 39 °C 17. јула 1988. и 14. јуна 2000, а најнижа −3 °C 11. децембра 1932. Национална метеоролошка служба пружа графике које дају информације како би се могао приказати типични годишњи износ падавина и температура по месецима.
Према Министарству пољопривреде САД, Сан Франциско спада у зону 10б у погледу отпорности биљака на мраз.

## Демографија
Према попису становништва из 2010. године, Сан Франциско је имао 805.235 становника. Био је други већи град у САД по густини насељености са 6.632/km² становника (међу градовима са више од 200.000 становника).
Сан Франциско је иначе фокусна тачка заливске области Сан Франциска и формира део метрополитанског статистичког подручја Сан Франциско–Оакланд–Фремонт које садржи 4,5 милиона људи. Такође се наводи у већем метрополитанском статистичком подручју од 12 округа, односно Сан Хозе-Сан Франциско-Оукланд, које садржи 8,4 милиона људи и пето је подручје по величини у САД према подацима из 2013. године. Најновија процена из 2013. године повећава број становника на 837.442 према подацима из јула 2013. године.

### Расе и етницитет
|                   | 2010.            | 2000.            |
| Укупно            | 805 235 (100,0%) | 776 733 (100,0%) |
| Белци             | 337 451 (41,91%) | 338 909 (43,63%) |
| Азијати           | 267 915 (33,27%) | 239 565 (30,84%) |
| Хиспаноамериканци | 121 774 (15,12%) | 109 504 (14,10%) |
| Афроамериканци    | 48 870 (6,069%)  | 60 515 (7,791%)  |
| Остали            | 29 225 (3,629%)  | 28 240 (3,636%)  |

Према попису из 2010. године, етничка структура Сан Франциска је била следећа: 390.387 белаца (48,1%), 267.915 азијата (33,3%), 48.870 афроамериканаца (6,1%), 4.024 домородаца (0,5%), 3.359 пацифичких острвчана (0,4%), 53.021 других раса (6,6%) и 37.659 људи са две или више расе (4,7%). Било је 121.744 латиноамериканаца било које раце (15,1%).
Белци који нису латиноамериканци сачињавају мање од пола становништва, односно 41,9% док је тај број износио 92,5% 1940. године. Најчешће порекло латиноамериканских групе људи су сачињавали Мексиканци (7,4%), Салвадорци (2,0%), Никарагванци (0,9%), Гватемалци (0,8%) и Порториканци (0,5%). Латиноамеричко становништво се налази највише у дистриктима Мишн, Тендерлоин и Екселисор. Афроамериканско становништво је у опадању у новије време са 13,4% становништва 1970. године на 6,1%. Тренутан постотак Афроамериканаца у Сан Франциску је сличан постотку савезне државе Калифорније; док је супротно томе латиноамеричко становништво града пола постотка савезне државе. Већина афроамериканаца су насељени у четвртима Бејвју-Хантерс Поинт и Визитејшн Вели у југоисточном Сан Франциску и дистрикту Филмор у северноисточном делу града.
Становници кинеског етницитета су 2010. године били највећа етничка мањина у Сан Франциску са 21,4% становника; остале забележене азијатске групе су били Филипини (4,5%), Вијетнамци (1,6%), Јапанци (1,3%), азијски Индијанци (1,2%), Корејци (1,2%), Тајланђани (0,3%), Бурманци (0,2%), Камбоџанци (0,2%) док су Индонези, Лаоси и Монголи сачињавали мање од 0,1% градског становништва. Највише кинеског становништва се налази у Кинеској четврти, те четвртима Сансет, и Ричмонд док се највише Филипина налази у Крокер-Амазон дистрикту (који се наставља на заједницу града Дејли Сити, који има једну од највећих концентрација Филипина у Северној Америци) као и у дистрикту СоМа.
Филипинска заједница у граду је доживела препород након пада становништва 1970-их и 1980-их. Заливска област Сан Франциска удомљава преко 382.950 америчких Филипина, те је једна од највећих заједница Филипина изван истоимене државе. Дистрикт Тендерлоин је дом великом броју вијетнамског становништва и садржи велики број различитих врста послова и ресторана, те је тај дистрикт познат под именом Мали Сајгон. Велику присутност у Вестерн Адишну имају Корејци и Јапанци, пошто се ту налази јапанска четврт града. Становништво пацифичких острвчана сачињава 0,4% (0,8% укључујући особе са делимичним пореклом) становништва. Преко половине становништва пацифичких острвчана је самоанског порекла, док већи број овог становништва борави у подручјима Бејвју-Хантерс Поинт и Визитејшн Вели; пацифички острвчани сачињавају преко 3% становништва у обе заједнице.
Калифорнијски домороци сачињавају релативно мали постотак градског становништа: само је 37,7% становника рођено у Калифорнији док је 25,2% становника рођено у некој другој савезној држави. Више од трећине градских становника (35,6%) је рођено изван САД.
| Демографски профил                           | 2010. | 2000. | 1990. | 1970. | 1940. |
| -------------------------------------------- | ----- | ----- | ----- | ----- | ----- |
| Белци                                        | 48,5% | 49,7% | 53,6% | 71,4% | 95,0% |
| Азијски Американци                           | 33,3% | 30,8% | 29,1% | 13,3% | 4,2%  |
| Афроамериканци                               | 6,1%  | 7,8%  | 10,9% | 13,4% | 0,8%  |
| Домороци САД или Аљаске                      | 0,5%  | 0,4%  | 0,5%  | 0,4%  | –     |
| Домороци Хаваја и остали пацифички острвчани | 0,4%  | 0,5%  | 0,5%  | –     | –     |
| Друга раса                                   | 6,6%  | 6,5%  | 5,9%  | 1,5%  | -     |
| Две или више раса                            | 4,7%  | 4,0%  | -     | -     | -     |
| Латиноамериканци (било које расе)            | 15,1% | 14,1% | 13,9% | 11,6% | 2,5%  |
| Латиноамериканци који нису беле расе         | 41,9% | 43,6% | 46,6% | 60,4% | 92,5% |

### Образовање, домаћинства и приходи
Од свих главних градова у САД, Сан Франциско је други по највећем броју становника са високом стручном спремом, одмах после града Сијетл. Преко 44% одраслих особа су дипломирани студенти или имају већи ниво образовања. Компанија USA Today известила је да је Роб Питинголо, истраживач који је мерио факултетлије по квадратном километру, успоставио да Сан Франциско има више од 344.000 факултетлија у 121 km² градског подручја.
Пописни подаци су саопштили да 780.971 особа (97,0% становништва) живи у домаћинствима, 18.902 (2,3%) живи у неинституционализованим групним четвртима и да је 5.362 (0,7%) било институционалисано. Било је 345.811 домаћинстава, од којих је 63.577 (18,4%) садржавало децу млађу од 18 година, 109.437 (31,6%) су били парови супротног пола који живе заједно, 28.677 (6,3%) су биле жене на челу домаћинства без присутног супружника, 12.748 (3,7%) су били мушкарци на челу домаћинства без пристуног супружника. Било је 21.677 (6,3%) невенчаних парова супротног пола и 10.384 (3,0%) венчаних парова или у партнерству истог пола. 133.366 домаћинстава (38,6%) су била домаћинства од само једне особе и 34.234 (9,9%) домаћинстава је садржавало особу преко 65 година која живи сама. Просечна величина домаћинства је била 2,26. Било је 151.029 породица (43,7% од свих домаћинстава) док је просечна величина породице била 3,11. Било је 376.942 стамбених јединица са просечном густином од 627,6/km² од чега је 123.646 (35,8%) било заузето од стране власника и 222.165 (64,2%) од стране изнајмљивача. Упражњених места је било 2,3%, док је постотак упражњених места био 5,4% за изнајмљене објекте. 327.985 особа (40,7% становништва) живело је у стамбеним јединицама које су биле њихове док је 452.986 особа (56,3% становништва) живело у изнајмљеним стамбеним јединицама.
Сан Франциско је имао највећи постотак од 15,4% геј и лезбијских појединаца од било којег другог од 50 већих градова у САД према друштвеној анкети из 2005. године. Сан Франциско такође има највећи постотак истополних домаћинстава од било којег америчког округа, те заливска област Сан Франциска има највећу концентрацију истополних домаћинстава од било којег другог метрополитанског подручја.
| Приход по становнику       | $46.777 | $46.777 |
| Просечан домаћински приход | $72.947 | $72.947 |
| Просечан породични приход  | $87.329 | $87.329 |

Сан Франциско је на трећем месту по просечном приходу домаћинстава који је 2007. године. износио америчких долара 65.519. Просечан породични приход је износио $81.136 и Сан Франциско је на 8. месту од свих већих градова међународно по броју милијардера који живе унутар града. Пратећи државни тренд, емиграција породица средње класе доприноси неједнакости прихода и оставило је град са мањим бројем деце од било којег другог већег америчког града са постотком од 14,5%.
Постотак сиромаштва је 11,8% и број породица у сиромаштву је 7,4%, те су обе цифре испод државног просека. Стопа незапослености је 5,3% према подацима из јануара 2014. године.

### Бескућништво
Бескућништво је хронични и контроверзални проблем у Сан Франциску већ од 1970-их када је мноштво психичко болесних пацијената пуштено због промена здравствене заштите и медицинских услуга током 1960-их. Број бескућника се процењује да је 13.500 од којих 6.500 живи на улицама. Сматра се да град има највише бескућног становништва од укупног броја становника од било којег другог већег града у САД. Инциденти пријављених насилних и имовинских штета 2009. године (736 и 4.262 инцидената по 100.000 становника) су мало мањи од других градова сличне величине у САД.

### Језици и старост
Према подацима из 2010. године, 54,58% (411.728) становника преко 5 година старости говори енглеским језиком као главним језиком док 18,60% (140.302) говори кинески, 11,68% (88.147) шпански, 3,42% (25.767) тагалошки, 1,86% (14.017) руски, 1,45% (10.939) вијетнамски, 1,05% (7.895) француски, 0,90% (6.777) јапански, 0,88% (6.624) корејски, 0,56% (4.215) немачки, 0,53% (3.995) италијански док је језицима пацифичких острвчана говорило 0,47% (3.535) становништва преко пет година старости. Преко 45,42% (342.693) становништва, преко пет година старости, је говорило матерњи језик који није било енглески.
Старосни распон града је следећи: 107.524 особа (13,4%) испод 18 година старости, 77.664 особа (9,6%) од 18 до 24 године старости, 301.802 особа (37,5%) од 25 до 44 године старости, 208.403 особа (25,9%) од 45 до 64 година старости и 109.842 особа (13,6%) који су имали или били преко 65 година старости. Просечна старост је била 38,5 година. На сваких 100 жена је било 102,9 мушкараца, док је на сваких 100 жена преко 18 година било 102,8 мушкараца.

## Економија
Сан Франциско има разноврсну економију са пословима у разним индустријама попут стручних услуга, финансијалних услуга, туризма и високе технологије, чији се послови знатно повећавају. Отприлике 25% радника је 2012. године било запослено у неком послу стручних услуга; 16% у владиним службама; 15% у угоститељству; 11% у образовању и здравству и 9% у финансијском сектору. БДП пето-окружног метрополитанског подручја Сан Франциска је 2013. године износио америчких долара 388,3 милијарде.
Калифорнијска златна грозница је претворила Сан Франциско у банковни и финансијални центар западне обале у раном 20. веку. Монтгомери Стрит и финансијски дистрикт су постали познати као „Волстрит запада” и садржавају федералну резервну банку Сан Франциска, сједиште компаније Велс Фарго и биле су седиште деоничке берзе пацифичке обале. Банка Америке, пионер у пружању банковних услуга доступним средњој класи, је основана у Сан Франциску 1960-их, те је изградила модеран небодер и изабрала 555 Цалифорниа Стреет као своје седиште. Многе веће финансијске институције, мултинационалне банке и фирме предузетничког капитала се налазе или имају регијско седиште у граду. Са преко 30 међународних финансијских институција шест компанија из Богатих 500 и велике инфраструктуре стручних услуга—укључујући право, односе са јавношћу, архитектуру и дизајн—Сан Франциско је дизајниран као „алфа” светски град и на 10. је месту међу највећим међународним финансијским центрима.
Туризам је једна од највећих градских индустрија у приватном сектору, учинивши ову индустрију одговорну за више од један од седам послова у граду. Појављивање града у музици, филмовима и популарној култури је учинило град и његове знаменитости познатим широм света. Сан Франциско је 5. по највећем броју страних туриста од било којег другог града у САД и 50. је од 100 најпосећенијих градова међународно према подацима организације Еуромонитор. Више од 16,9 милиона туриста посетило је Сан Франциско 2013. године, доприневши $9,4 милијарди економији. Са знатно развијеном инфраструктуром хотела и објектом за конвенције Москони, Сан Франциско је популарна дестинација за годишње конвенције и конференце.
Економија Сан Франциска се уразноврстила од финансијке и туристичке у нова поља, односно индустрије, укључујући високо технолошку, биотехнолошку и медицинско истраживање од 1990-их. Технолошки послови су били заслужни за 1% економије 1990. године, растући на 4% 2010. године и процењених 8% за крај 2013. године. Сан Франциско је постао епицентар нових компанија током „дот-ком” балона 1990-их и накнадно друштвених мрежа позних 2000-их. Сан Франциско је од 2010. године привукао све већи број инвеститора предузетничког капитала у поређењу са Силицијумском долином, достигавши $4,58 милијарде 2013. године. Град је 2004. године одобрио порезне изузетке за биотехнолошке компаније како би повећали раст Мишн Беј четврти, која садржи други објекат и болницу Универзитета Калифорније, Сан Франциска (још познатог под именом УЦСФ). Мишн Беј садржи Калифорнијски институт за регенеративну медицину, Калифорнијски институт за квантитативну бионауку и Гелдстоун институт као и преко 40 научних компанија приватног сектора.
Највећи послодавац града је градска влада, запошљавајући 5,3% (преко 25.000 људи) градског становништва, након које је на другим месту UCSF са преко 22.000 засполених. Треће место са 1,8% (8.500+ људи) припада Калифоријско-пацифичком медицинском центру, који је највећи послодавац приватног сектора. Мали бизниси с мање од 10 запосленика и само-запослене фирме чине 85% запослених и број грађана у компанијама преко 1.000 запослених је пао за пола од 1977. године. Раст националних супермаркета је отежан грађанским консензусом. Како би купили мале приватне бизнисе и одржали једиственост продавница града, комисија малих бизниса подржава јавну кампању за задржавање већег дела малопродајног новца у локалној економији и надзорни одбор је користио плански кôд да ограниче четврти где се супермаркети могу основати, што су подржали гласачи Сан Франциска.
Као и многи други градови у САД, Сан Франциско је једном имао знатно активан произвођачки сектор са више од 60.000 радника 1969. године, али се скоро сва производња преместила на јефтиније локације 1980-их. Према подацима из 2014. године, Сан Франциско је забележио мали препород произвођачким послова са 4.000 радника у 500 компанија, што је двоструко више него 2011. године. Највећи послодавац произвођачког сектора је Енкор Бруинг Компани, а највећи по приходима је Тимбук2.

Почетком 1900-их порастао је интерес хотелске индустрије: „1959. године, град је имао мање од 3.300 првокласних хотела; тај број је порастао на 9.000 1970. године и 1999. године је опет порастао на 30.000.” Стварање конвенцијских центара попут Јерба Буена, помогао је конвенцијско-туристичкој економији Сан Франциска, постављајући основу за велике успехе ресторанских и хотелских индустрија.

## Култура и савремени живот
Иако су финансијски дистрикт, Јунион трг и Фишерменс Ворф познати широм света, Сан Франциско је такође познат по неколицини културно богатих улица који садржавају четврти мешовите употребе окружених са централним комерцијалним ходницима по којима становници као и посетитељи могу ходати. Вокскор је, баш због овога, рангирао Сан Франциско на друго место као „најбољи град за ходање” у САД. Многе четврти садрже мешавину разних послова, ресторана и простора који су потребни становницима и посетитељима. Понеке четврти садрже бутике, кафиће и ноћни живот попут Јунион улице у Кау Холоуу, 24. улице у Ној Вели, Валенција улице у Мишину, и Ирвинг улице у унутрашњем Сансету. Овај приступ је знатно утицао на поновно развијање послова и услуга у четвртима дистрикта Саут ов Маркет.
Почевши од 1990-их, потражња за вештим радницима у грани информатичке технологије за локалне послове у зачетку у Силицијумској долини је привукла многе раднике широм света и утицала је на већи животни стандард Сан Франциска. Многе четврти које су се састојале од средње и ниже класе су се почела дизати на веће нивое током ренесансе Сан Франциска, укључујући четврти Саут Бич и Мишн Беј. Вредност имовине и приходи становника су се попели на једне од највиших у САД, правивши велику сцену за забаву, ресторане и малопродају. Према истраживању из 2008. године свих већих градова, Сан Франциско је био на другом месту по квалитету живота од било којег другог града у држави. Међутим, због невероватног раста трошкова живота, многе породице средњих и нижих класа су се преселили у спољна преграђа заливског подручја или у централну долину Калифорније.
Међународни углед који Сан Франциско и даље има је постајао од свог оснивања па све до данас са великим бројем имиграната из Азије и Јужне Америке. 39% становника није рођено у САД, те је значан број четврти претрпан са пословима и грађанским установама које су намењене новим грађанима. На пример, од доласка многих етничких кинеза, почевши од 1970-их, историјски је претворило Кинеску четврт и параду кинеске нове године у највећи догађај своје врсте изван Кине.
Са доласком „бит” писаца и уметника током 1950-их и друштвених промена ради којих је направљен Хеј-Ашбури дистрикт и Лето љубави током 1960-их, Сан Франциско је постао центар либералног активизма и противкултуре тог времена. Демократска странка, и мањим делом странка зелених доминирају градску политику од краја 1970-их, након што је задњи Републикански кандидат изгубио на изборима за градоначелника 1975. године. Од 1988. године, Сан Франциско није никад гласао преко 20% за Републиканског предсједничког или сенатског кандидата. Град је проширио своје здравствене услуге као дио програма „Здрав Сан Франциско” 2007. године, што би субвенцисало неке здравствене услуге грађанима.
Сан Франциско има дугу историју подржавања ЛГБТ права. Дом је првој организацији за лезбијска права у САД под називом Ћерке Билитиса; првој јавно геј особи да се кандидује за јавне функције у САД, Хозе Сарију; првом јавног геј човеку да буде изабран за јавну функцију у САД, Харвију Милку; првој јавно лезбијског суткињи Мери Морган и првом трансродном полицијском комесару, Терези Спаркс. Велики број геј грађана задржао је политички и културни идентитет кроз неколико деценија и самим тиме је створио моћну присутност у градском животу Сан Франциска. Град одржава параду Сан Франциско Прајд, једну од највећих и најстаријих прајд парада.
Сан Франциско Прајд се одржава од 1972. године. Догађаји су у одређеној теми, која се бира сваке године. Преко 100.000 особа је присуствовало 44-ој СФ Прајд паради, мада су очекивали 1,5 милион људи као прошле године. 43. Прајд парада је одржана када су истополни бракови у Калифорнији постали легални, што су биле важне новости за ЛГБТ заједницу и многи су изашли како би то прославили. Челси Менинг је именована за почасног маршала, пошто је трансродна особа у војсци. Било је притужби око њеног именовања као маршала, јер је у затвору због кршења акта о шпијунажи те је њен орден као маршал опозван.
Сан Франциско такође има знатно активну еколошку заједницу. Почевши са оснивањем Сијера клуба 1892. године до оснивања организације Пријатеља урбаних шума 1981. године, Сан Франциско има историју глобалних разговора о животној средини. Рециклажни програм Сан Франциска из 1980. године је један од најстаријих рециклажних програма било којег града. Град има иницијативу GoSolarSF која промовише коришћење соларне енергије. Комисија комуналија Сан Франциска пружа програм продаје електричне енергије из обновљивих извора. SF Greasecycle је програм рециклаже коришћеног уља како би се претворило у биодизел.
Новозавршени Сансет резервоарски соларни пројект је инсталирао 25.000 соларних плоча на 45.000 km² крова резервора. Електрана од 5 мегавати је утростручила соларни капацитет од 2 мегавата од свог отварања у децембру 2010. године.

### Забава и сценска уметност
Центар ратног меморијала и сценске уметности Сан Франциска садржи неке од најтрајних компанија сценске уметности у САД. Оперна кућа ратног меморијала садржи оперу Сан Франциска, која је друга по величини оперна компанија у Северној Америци, као и балет Сан Франциска док се симфонија Сан Франциска изводи у Дејвиз симфонијској хали. Театар Хербст садржи еклектичан микс музичких извођења као и градску уметност и лекције из јавног радија.
Филмор је музичка зграда у Вестерн Едишну. Друга је инкарнација историјске зграде која је добила славу током 1960-их под извођењем Била Грејама, тако што је била дом познатим музичарима Грејтфул Дед, Џенис Џоплин, Лед Зепелин и Џеферсон Ерплејн, направивши звук Сан Франциска. Бич Бленкет Бабилон је авенија која врши извођења публици Норт Бича од 1974. године.
Комичар и глумац Робин Вилијамс је помогао Сан Франциску да постане познат као добар град за комедијске клубове. Достигао је славу 1970-их тако што је изводио своје комичне рутине у клубовима Холи Сити Зу, Панчлајн као и другима. Такође је снимио седам филмова у Сан Франциску.
А. Ц. Т. театар је утицајан у заливској области од 1967. године. Редовно врши продукцију разних догађаја као и Бродвеј представа.

### Музеји
Музеј модерне уметности Сан Франциска (још познат под називом СФМОМА) садржи модерна и дела из 20. вијека. Музеј је премештен у тренутну зграду у четврти Саут ов Маркет 1995. године и сада привлачи више од 600.000 посетитеља годишње. Палата легије части углавном садржи европске антиквитете и уметничка дела те се зграда налази у Линколн парку и њен екстериор је моделиран по истоименој згради у Паризу. Њиме управљају Музеји фине уметности Сан Франциска, који такође управљају де Јанг музејом у Голден Гејт парку. Колекција де Јанга садржи америчке декоративне објекте и антрополошка налазишта из Африке, Океаније и Америкâ. Пре прављења тренутне грађевине, која се завршила са изградњом 2005. године, де Јанг је такође садржавао музеј азијске уметности који је садржавао азијске историјске артефакте старе преко 6.000 година те је 2003. године премештен у некадашњу јавну библиотеку поред цивилног центра.

Насупрот музичком конкурсу се налази Калифорнијска академија наука. То је природни историјски музеј који садржи Морисон планетаријум и Стајнхарт акваријум. Тренутна структура грађевине са провидним плафорном је отворена 2008. године. Експлораторијум је интерактивни научни музеј кога је основао Френк Опенхајмер 1969. године и налази се на 15. пристаништу Ембаркадера. Два музејска брода су усидрена близу Фишерменс Ворфа, СС Џеремаја О’Брајен и подморница УСС Пампанито. На Ноб Хилу се налази жичарни музеј са приказом напојног система који погони жичаре и складишта аутомобила.

## Партнерски градови
- Цирих
- Абиџан
- Бургас
- Каракас
- Сиднеј
- Солун
- Тајпеј
- Корк
- Хаифа
- Хо Ши Мин
- Манила
- Осака
- Сеул
- Шангај
- Владивосток
- Адис Абеба
- Асизи
- Бангалор
- Букурешт
- Калтађироне
- Валпараисо
- Напуљ
- Аласио
- Белем
- Лисабон
- Аман
- Кејптаун
- Краков
- Искија
- Париз